# Bolesław Wratysławowic
Bolesław Wratysławowic (ur. po 1062, zapewne ok. 1064 r., zm. 11 sierpnia 1091) – czeski królewicz, książę ołomuniecki. Był najstarszym synem Wratysława II, króla Czech, i jego trzeciej żony Świętosławy Swatawy, księżniczki polskiej. Imię otrzymał po swoim wuju, Bolesławie II Śmiałym.
Brat czeskich książąt Brzetysława II, Borzywoja II, Władysława I i Sobiesława I.
| 4. Brzetysław I           |  |                        |  |  |                           |
|                           |  | 2. Wratysław II        |  |  |                           |
| 5. Judyta ze Schweinfurtu |  |                        |  |  |                           |
|                           |  |                        |  |  | 1. Bolesław Wratysławowic |
| 6. Kazimierz I Odnowiciel |  |                        |  |  |                           |
|                           |  | 3. Świętosława Swatawa |  |  |                           |
| 7. Dobroniega Maria       |  |                        |  |  |                           |
|                           |  |                        |  |  |                           |